# Enrique Fernández Morales
Enrique «Quico» Fernández Morales (Granada, 25 de diciembre de 1918-18 de noviembre de 1982) fue un escritor, dramaturgo y dibujante nicaragüense. Fue además director del Museo Nacional y profesor de artes plásticas.

## Biografía
Realizó estudios superiores en Estados Unidos en la escuela de artes plásticas en San Francisco, California, así como en la Liga de estudiantes de arte de Nueva York.
Entre las temáticas de su poesía se encuentra la ciudad de Granada, a la que el poeta exaltó a un nivel no visto anteriormente en otros poetas locales. Fue además uno de los primeros escritores nicaragüenses en abordar el homoerotismo en sus obras. Su «Soneto para morir», que Fernández Morales escribió antes de cumplir los 30 años y que es considerado por el escritor Ernesto Cardenal como el mejor soneto nicaragüense, habla sobre la penetración anal. La temática también está presente en una colección de poemas que Fernández escribió sobre ángeles y que, aunque autores como Julio Valle Castillo interpretaron solo desde la perspectiva religiosa, académicos han señalado como claramente inspirados por los deseos homoeróticos del propio poeta, por ejemplo en los versos: «Lo acomodé en mis brazos, dentro del hueco / siempre tibio y abierto, que conserva / la medida precisa de sus miembros».
En su faceta como dramaturgo, es reconocido por sus piezas históricas La niña del río (1943), que recuenta la vida de la heroína nacional Rafaela Herrera, y El milagro de Granada (1954), sobre la leyenda de una aparición de la Virgen María que supuestamente habría sido vista en el Lago Nicaragua.
Su obra más reconocida fue el monólogo dramático Judas (1970), representada por primera vez el 17 de junio de 1978 en el Teatro Nacional Rubén Darío. La pieza narra la historia de Judas Iscariote y su traición de Jesús de Nazareth y se enmarca en la corriente del teatro existencialista. Judas, al igual que otras piezas poéticas del autor, posee elementos homoeróticos en su abordaje, con Judas mostrando un enamoramiento por Jesús y su traición hacia él siendo presentada como consecuencia del despecho ante su indiferencia. La obra finaliza con el suicidio del protagonista, de este modo enmarcándose en la tendencia a culminar con finales trágicos que otras obras literarias LGBT tenían en la época.

## Legado
Debido a su extensa carrera artística, en noviembre de 2007 fue nombrado hijo predilecto por la ciudad de Granada. En 2014, la decimoprimera edición del Festival Internacional de Poesía de Granada fue dedicada a su memoria.

## Obras

### Teatro
- La niña del río (1943)
- El milagro de Granada (1954)
- Judas (1970)

### Poesía
- El vengador de la Concha (1962)[10]
- Aunque es de noche  (1977)[4]